# Dobârlău
Dobârlău é uma comuna romena localizada no distrito de Covasna, na região histórica da Transilvânia. A comuna possui uma área de 50.36 km² e sua população era de 2243 habitantes segundo o censo de 2007.